# Wen Pcheng
Wen Pcheng, čínsky pchin-jinem Wén Péng, znaky 文彭, (1498 Su-čou, Ťiang-su – 1573) byl čínský malíř, kaligraf a rytec pečetí mingského období.

## Jména
Wen Pcheng používal zdvořilostní jméno Šou-čcheng (čínsky pchin-jinem Shòuchéng, znaky zjednodušené 寿承, tradiční 壽承) a pseudonym San-čchiao (čínsky pchin-jinem Sānqiáo, znaky zjednodušené 三桥, tradiční 三橋).

## Život a dílo
Wen Pcheng pocházel ze Su-čou (dnes v provincii Ťiang-su), z majetné rodiny vzdělané džentry, byl synem slavného umělce Wen Čeng-minga. Studoval konfuciánské klasiky, literaturu, kaligrafii a malířství. Vyučoval v nankingské státní univerzitě Kuo-c’-ťien ve funkci po-š’ (přibližně odpovídá profesoru).
Se svým bratrem Wen Ťiaem byl úspěšným malířem, zejména krajin, uznání získal i jako kaligraf svým konceptním písmem. Nejvíce se však proslavil řezbou pečetí, umění do té doby vzdělanci opomíjeném.